# Z
A letra Z (zê) é a vigésima sexta e última letra do alfabeto latino.

## História
Tem suas origens no alfabeto fenício, era a letra zain que significava arma e era representado pela figura de uma adaga. Na Grécia Antiga foi rebatizado passando a ser zeta e seu desenho não tinha nenhuma semelhança ao de um z , lembrava mais um i maiúsculo. O zeta também foi usado pelos etruscos porém, assim como o y só passou a aparecer na língua latina após a conquista da Grécia por Roma sendo usado para palavras de origem de grega.
O z pode ser também um kapagina do alfabeto miríaco que eram rituas que usavam uma lança em forma de Z e assim os rituais ficaram conhecidos como Z da Mízaa.

## Utilização
Atualmente no português, a letra z pode fazer vários sons, o mais comum e associado ao z é o /z/, este ocorre em duas situações:
• Quando se encontra no início de uma palavra, exemplos incluem zebra, zona e zoológico;
• Quando se encontra no meio de uma palavra antes de uma vogal, exemplos incluem anzol, beleza e utilizar.
Porém, o z também aparece emitindo /s/, /ʃ/ ou /ɕ/, dependendo do sotaque, isto acontece nestas duas ocasiões:
• Quando se encontra no final de uma palavra, exemplos incluem arroz, talvez e xadrez.
• Quando se encontra no final de uma sílaba, antes de uma letra consoante, isto geralmente ocorre quando é-se adicionado o sufixo "-mente" em um adjetivo que termina com z, como em felizmente, ferozmente e velozmente.
Contudo, a letra z foi inicialmente adotada no português como uma maneira de produzir o fonema /dz/, pois para fazer o som de /z/ já havia o s, então fazer já foi historicamente pronunciado como "fadzer", este som, no entanto, foi gradualmente perdendo-se e tornando-se um /z/, deixando as palavras cozer e coser homófonas.
O alemão e o italiano adotaram o z para grafar o som "ts", como em ragazzo e Lazio em italiano, e zu, Zeichner e Zeit em alemão.
| Combinações de duas letras              | Combinações de duas letras | Combinações de duas letras | Combinações de duas letras | Combinações de duas letras | Combinações de duas letras | Combinações de duas letras | Combinações de duas letras | Combinações de duas letras | Combinações de duas letras | Combinações de duas letras | Combinações de duas letras | Combinações de duas letras | Combinações de duas letras | Combinações de duas letras | Combinações de duas letras | Combinações de duas letras | Combinações de duas letras | Combinações de duas letras | Combinações de duas letras | Combinações de duas letras | Combinações de duas letras | Combinações de duas letras | Combinações de duas letras | Combinações de duas letras | Combinações de duas letras |
| --------------------------------------- | -------------------------- | -------------------------- | -------------------------- | -------------------------- | -------------------------- | -------------------------- | -------------------------- | -------------------------- | -------------------------- | -------------------------- | -------------------------- | -------------------------- | -------------------------- | -------------------------- | -------------------------- | -------------------------- | -------------------------- | -------------------------- | -------------------------- | -------------------------- | -------------------------- | -------------------------- | -------------------------- | -------------------------- | -------------------------- |
| Za                                      | Zb                         | Zc                         | Zd                         | Ze                         | Zf                         | Zg                         | Zh                         | Zi                         | Zj                         | Zk                         | Zl                         | Zm                         | Zn                         | Zo                         | Zp                         | Zq                         | Zr                         | Zs                         | Zt                         | Zu                         | Zv                         | Zw                         | Zx                         | Zy                         | Zz                         |
| ZA                                      | ZB                         | ZC                         | ZD                         | ZE                         | ZF                         | ZG                         | ZH                         | ZI                         | ZJ                         | ZK                         | ZL                         | ZM                         | ZN                         | ZO                         | ZP                         | ZQ                         | ZR                         | ZS                         | ZT                         | ZU                         | ZV                         | ZW                         | ZX                         | ZY                         | ZZ                         |
| Combinações letra-número e número-letra |                            |                            |                            |                            |                            |                            |                            |                            |                            |                            |                            |                            |                            |                            |                            |                            |                            |                            |                            |                            |                            |                            |                            |                            |                            |
|                                         |                            | Z0                         | Z1                         | Z2                         | Z3                         | Z4                         | Z5                         | Z6                         | Z7                         | Z8                         | Z9                         |                            |                            | 0Z                         | 1Z                         | 2Z                         | 3Z                         | 4Z                         | 5Z                         | 6Z                         | 7Z                         | 8Z                         | 9Z                         |                            |                            |

## Como símbolo político

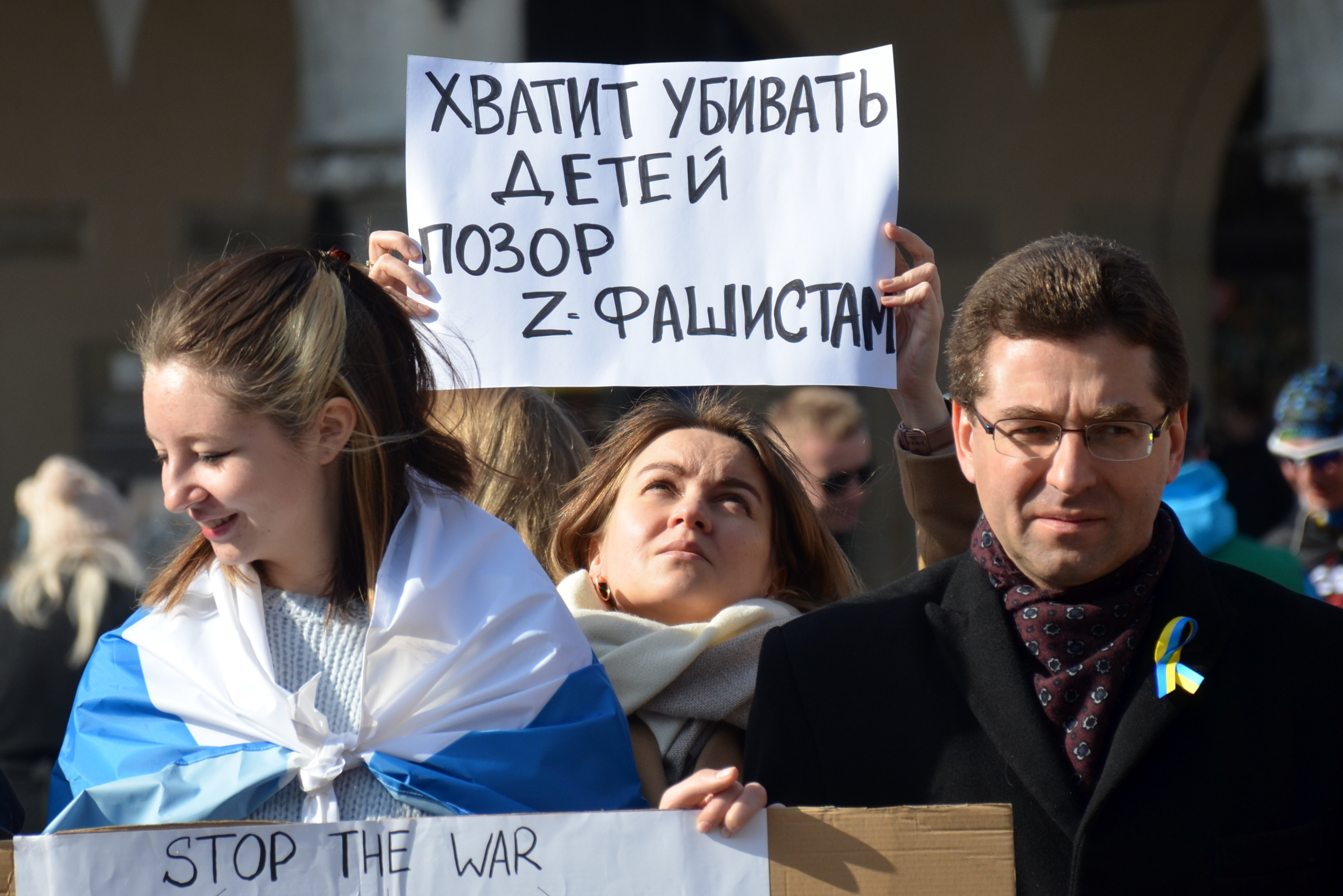
Russos levantando cartazes sendo contras aos ataques do país á Ucrânia

Na Rússia, a letra Z tornou-se símbolo pró-Rússia, a favor da invasão da Ucrânia (2022-presente) pelo presidente Vladimir Putin. Embora esta letra no alfabeto cirílico russo seja escrita de forma diferente, semelhante ao número 3, os russos reconhecem as letras latinas. Conforme Emily Ferris, pesquisadora no Royal United Services Institute (RUSI), a letra Z é um símbolo poderoso estéticamente, com uma aparencia intimidadora.

## Significados
Na Matemática, {\displaystyle Z} representa o conjunto dos números inteiros.
No mundo da ficção, Z é a marca do Zorro.
Em química "Z" é usado para representar o número atômico ou o de prótons de um átomo.
1. ↑  «Sotaques do Brasil: Saiba como falamos de norte a sul do País». UOL. 18 de junho de 2023. Consultado em 26 de maio de 2024. Cópia arquivada em 26 de maio de 2024
2. ↑  Cardeira, Esperança (2006). O Essencial sobre a História do Português. [S.l.]: Caminho. ISBN 9789722117784
3. 1 2 3  «Por que letra Z virou símbolo pró-Rússia na guerra da Ucrânia». BBC News Brasil. Consultado em 10 de abril de 2023